# Чемпионат мира по санному спорту 1997
32-й чемпионат мира по санному спорту прошёл с 17 по 19 февраля 1997 года на санно-бобслейной трассе в пригороде Инсбрука Игльсе (Австрия).

## Одиночки (мужчины)
| Золото      | Серебро     | Бронза           |
| Георг Хакль | Маркус Прок | Герхард Гляйршер |

## Одиночки (женщины)
| Золото      | Серебро  | Бронза          |
| Зузи Эрдман | Яна Боде | Ангелика Нойнер |

## Двойки (мужчины)
| Золото                     | Серебро                    | Бронза                        |
| Тобиас Шигль, Маркус Шигль | Штефан Крауссе, Ян Берендт | Штеффен Шкель, Штеффен Вёллер |

## Смешанные команды
| Золото                                                                                       | Серебро                                                                            | Бронза |
| Маркус Прок, Герхард Гляйршер, Андреа Тагверкер, Ангелика Нойнер, Тобиас Шигль, Маркус Шигль | Йенс Мюллер, Георг Хакль, Зильке Краусхар, Зильке Отто, Штефан Крауссе, Ян Берендт | Герхард Планкенштайнер, Армин Цоггелер, Герда Вайсенштайнер, Вильфрид Хубер, Натали Обкирхер, Освальд Хазельридер |

## Общий медальный зачёт
| Место | Страна   | Золото | Серебро | Бронза | Всего |
| ----- | -------- | ------ | ------- | ------ | ----- |
| 1     | Германия | 2      | 3       | 1      | 6     |
| 2     | Австрия  | 2      | 1       | 2      | 5     |
| 3     | Италия   | 0      | 0       | 1      | 1     |